# 不忘初心、牢记使命

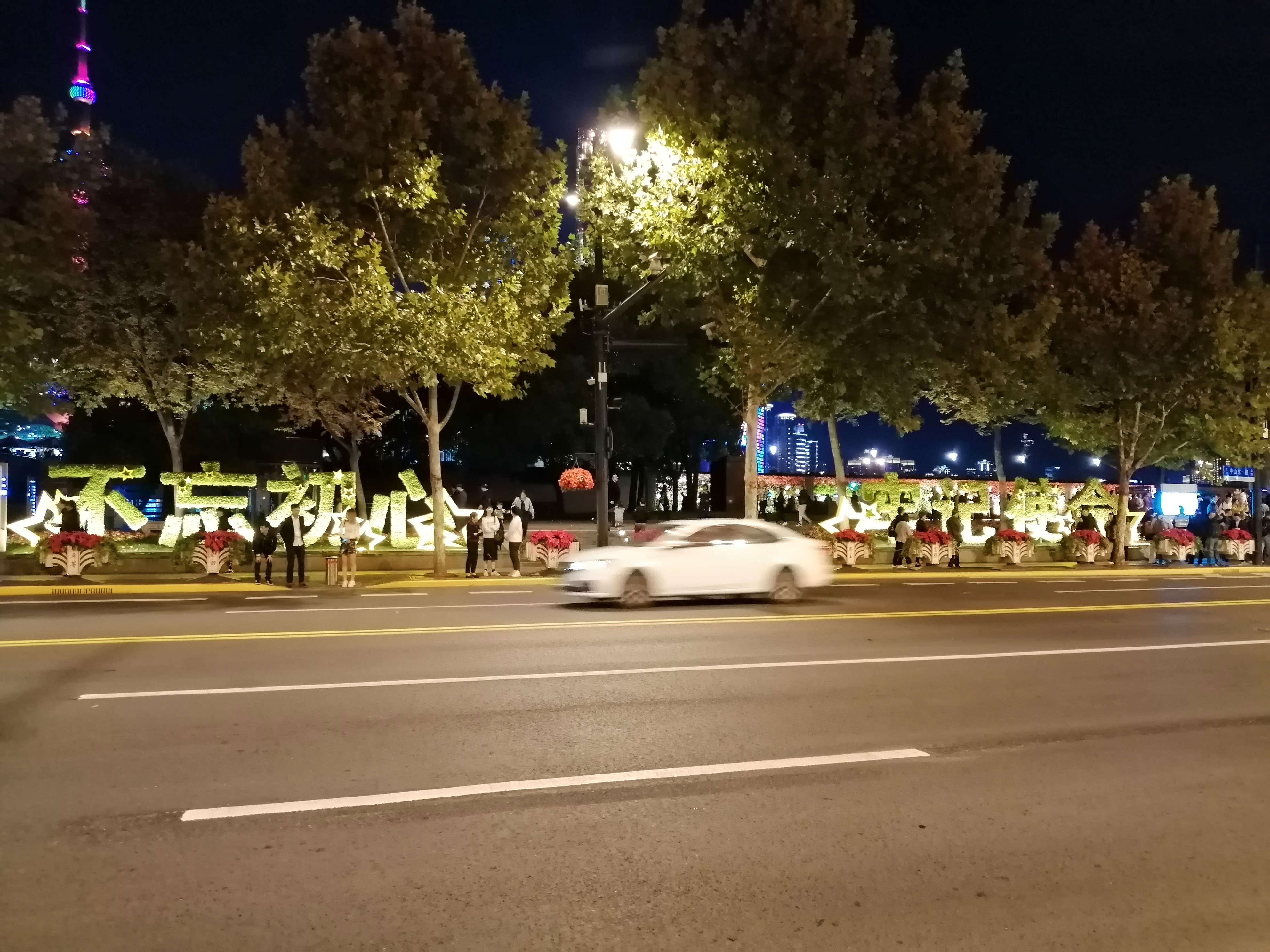
上海外滩路边的“不忘初心、牢记使命”标语

不忘初心、牢记使命是中國共產黨於2019年6月開始進行的一場主題教育活動，至2020年1月初基本結束。

## 歷史
2017年10月18日，中共中央總書記習近平在中共十九大報告中提出要在全党开展“不忘初心、牢记使命”主题教育，並表示中国共产党人的初心和使命，就是为中国人民谋幸福，为中华民族谋复兴。。
2019年5月13日，中共中央總書記習近平主持召開中共中央政治局會議，决定从2019年6月开始，在全党自上而下，以县处级以上领导干部为重点，分两批开展「不忘初心、牢记使命」主题教育活動。5月31日召开的「不忘初心、牢记使命」主题教育工作会议上，中央「不忘初心、牢记使命」主题教育领导小组首次亮相，中共中央政治局常委、中共中央书记处书记王沪宁任組長。
2019年6月24日，中央「不忘初心、牢记使命」主题教育领导小组印发《关于抓好第一批主题教育学习教育、调查研究、检视问题、整改落实工作的通知》。
2019年9月5日，中央「不忘初心、牢记使命」主题教育领导小组印发《关于开展第二批“不忘初心、牢记使命”主题教育的指导意见》。第二批主題教育於11月底基本結束。
2019年11月4日，中央「不忘初心、牢记使命」主题教育领导小组印发《关于对第一批主题教育单位整改落实情况进行“回头看”的通知》。
2019年12月23日，中央「不忘初心、牢记使命」主题教育领导小组发出《关于认真做好“不忘初心、牢记使命”主题教育总结工作的通知》。
2020年1月8日，「不忘初心、牢记使命」主题教育总结大会在北京召开，中共中央总书记、国家主席、中央军委主席习近平提到「不忘初心、牢记使命」主题教育已基本结束。

## 內容
- 力戒形式主義、官僚主義[11]
- 教育引導黨員幹部牢記黨的宗旨，堅持實事求是的思想路線，樹立正確政績觀，真抓實幹，改變作風[11]
- 要把學習教育、調查研究、檢視問題、整改落實貫穿全過程[11]

## 外部連結
- “不忘初心、牢记使命”主题教育官网 （页面存档备份，存于）